# Second Severn Crossing
De Second Severn Crossing (officieel de Prins van Wales Brug) is een brug die deel uitmaakt van de snelweg M4 en de rivier de Severn kruist. De brug verbindt Engeland en Wales en werd op 5 juni 1996 door prins Charles geopend. Het is tevens de langste tuibrug van het Verenigd Koninkrijk.
De bouw van de brug was noodzakelijk geworden door de drukte op de oude Severn Bridge uit 1966.

## Tol
Afhankelijk van de omvang van het voertuig moest men anno 2018 5,60, 11,20 of 16,70 Britse ponden betalen. Het goedkoopste tarief was voor normale auto's en minibussen (met max. negen zitplaatsen). De tweede categorie was voor grotere busjes en lichte vrachtwagens. Tot de laatste categorie behoorden bussen met meer dan 17 zitplaatsen en zwaardere vrachtwagens.
Vanaf 17 december 2018 hoeft er geen tol meer te worden betaald. De Britse overheid is van mening dat dit de economie van Zuid-Wales 100.000 pond extra zal opleveren